# Lynn Morley Martin
Lynn Morley Martin (Evanston, Illinois; 26 de diciembre de 1939) es una empresaria y política retirada estadounidense que se desempeñó como la 21.ª secretaria de Trabajo de los Estados Unidos bajo la presidencia de George H. W. Bush de 1991 a 1993. Miembro del Partido Republicano, representó a Illinois en la Cámara de Representantes de los Estados Unidos entre 1981 y 1991.

## Biografía

### Primeros años
Nació en Evanston, Illinois, hija de Helen Catherine (Hall) y Lawrence William Morley, un contador. Asistió a la escuela secundaria Taft en Chicago de 1952 a 1956. En 1960 se graduó de la Universidad de Illinois, donde fue miembro de la hermandad de mujeres Gamma Phi Beta. Después de convertirse en maestra en el distrito de Escuelas Públicas de Rockford, continuó en ese trabajo después de ser elegida como miembro de la junta del condado de Winnebago de 1972 a 1976.

### Cámara de Representantes de los Estados Unidos
En la Cámara de Representantes, fue vicepresidenta de la Conferencia Republicana de la Cámara. Fue la primera mujer en ser elegida para un cargo en el liderazgo republicano. Durante su tiempo en el Congreso, sirvió en el Comité de Servicios Armados, el Comité de Presupuesto y el Comité de Reglas.
Entró en la carrera por el puesto vacante de presidente de la Conferencia Republicana, luego de la decisión de Dick Cheney, de Wyoming, de postularse para el puesto de whip, el segundo puesto más alto de liderazgo. Perdió su candidatura ante Jerry Lewis, de California, por un estrecho margen de tres votos después de que los conservadores de línea dura montaran una campaña en su contra, en parte, por sus posturas sobre temas sociales.

### Candidatura al Senado
Se postuló para el Senado de los Estados Unidos en 1990 contra el titular demócrata Paul Simon. Se la consideraba una competidora formidable, pero su campaña fracasó: en los anuncios, se burló de la corbata de lazo de Simon, pero algunos consideraron la campaña publicitaria humorística como mezquina. La campaña de Martin también sufrió una mala recaudación de fondos, y Simon gastó más que ella por un margen de dos a uno. La popularidad de Simon resultó demasiado difícil de superar, y ganó con el 65 % de los votos, ganando todos los condados del estado excepto dos; el condado de Edwards en el sureste y el condado de McHenry en las afueras de Chicago, en el corazón del distrito que Martin representó durante la mayor parte de la década de 1980. En un término medio favorable a los demócratas, se vio aún más afectado por las tácticas de campaña negativas desplegadas por el asesor Roger Ailes, así como por una serie de errores. Incluyendo, hacer referencia a los votantes del sur del estado como "rednecks". Recaudó la mayor cantidad de fondos de campaña de cualquier aspirante republicano al Senado en ese ciclo.

### Secretaria de Trabajo
Fue elegida para ser secretaria de Trabajo en la administración de George H. W. Bush cuando Elizabeth Dole renunció para convertirse en presidenta de la Cruz Roja Americana. Fue confirmada por el Senado el 22 de enero de 1991, con una votación de 94 a 0. Durante su mandato, promovió programas que ayudarían a producir una fuerza laboral altamente calificada. Impulsó una mayor representación de mujeres y minorías en el mundo corporativo y jugó un papel fundamental contra el acoso sexual en el lugar de trabajo.

### Vida personal
Se casó con John Martin en 1960 y la pareja tuvo dos hijas. Se divorciaron en 1978. Se volvió a casar en 1987 con Harry Leinenweber, un juez del Tribunal de Distrito de los Estados Unidos. Tiene cinco hijastros.